# Massoins
Massoins é uma comuna francesa na região administrativa da Provença-Alpes-Costa Azul, no departamento Alpes Marítimos. Estende-se por uma área de 12,13 km², com 118 habitantes, segundo os censos de 1999, com uma densidade de 9 hab/km².